# Блуждающие звёзды (роман)
«Блужда́ющие звёзды» (идиш בלאָנדזשענדע שטערן‎ — блонджендэ штерн) — роман классика еврейской литературы на идише Шолом-Алейхема. «Блуждающими звёздами» писатель завершил свою трилогию, в первых романах которой — «Стемпеню» (1888) и «Йоселе-соловей» (1889) — героями были народные исполнители — «свадебный музыкант» и кантор. В третьем романе автор описал драматическую судьбу любви и разлуки молодых людей, актера и певицы из бессарабского местечка Голенешты, посвятивших жизнь самореализации на сцене. Впервые роман был опубликован в варшавской периодике в 1909—1911 годах.

## История создания
С. М. Михоэлс писал, что Шолом-Алейхем любил писать о музыкантах, певцах и актёрах, как о людях, «наделённых глубоким и проникновенным чувством красоты».
Начало работы писателя над трилогией относится к 1888 году, когда Шолом-Алейхем написал историку С. М. Дубнову: "Для моего сборника я пишу «еврейский роман под названием „Стемпеню“ … который был никем другим, как замечательным маэстро в Бердичеве». В этом же году роман был опубликован в первой книге альманаха «Еврейская народная библиотека», который писатель издавал на собственные средства.
Второй роман трилогии «Иоселе-соловей» о молодом канторе был напечатан уже через год во второй книге «Еврейская народная библиотека».
10 сентября 1909 года Шолом-Алейхем писал в редакцию газеты «Ди найе велт», что «ощутил потребность написать ещё один роман после „Стемпеню“ и „Йоселе-соловья“, и тем закончить свою трилогию… мой третий герой будет уже не свадебным музыкантом и не кантором, а чем то больше, человеком более тонкой души — артистом или художником». Писатель, побывавший незадолго до этого в США, решил использовать в романе свои американские впечатления и отразить в романе «жизнь определённого круга в России, как и в Америке. Лестница, скажем, этого здания стоит ногами в нашей стране, а вершиной упирается в Америку, — а там и происходит развязка».
Начало романа — «Актёры» — в 1909—1910 годы печаталось в Варшаве в ежедневной еврейской газете «Ди найе велт». Вторая часть — «Скитальцы» — в 1910 — 1911 годы в Варшаве в другой ежедневной еврейской газете «Дер момент».

## Сюжет
Это роман о любви и судьбе двух молодых людей из бессарабского местечка Голенешты — Рейзл, дочери бедняка-кантора, и Лейбла, cына провинциального богача, которые в тяге к искусству бегут из родных мест со странствующим еврейским театром, чтобы посвятить свою жизнь сцене. После долгой разлуки, преодолевшие нищету и трудный путь сценической самореализации в мире жестокого театрального бизнеса, ставшие знаменитыми певица Роза Спивак и актёр Лео Рафалеско находят друг друга в Америке, но снова расходятся, с грустью понимая, что нет возврата к прошлому, что слишком поздно встретились «блуждающие звёзды… видно нет счастья на земле, есть только стремление к нему, погоня за счастьем».
И. Г. Эренбург, несколько раз перечитывавший роман «Блуждающие звезды», говорил о нём:
«Я мало знаю произведений, в которых тема искусства и тема любви была бы так по-человечески, нежно, с печальной улыбкой выражена».

## Оценки
Краткая еврейская энциклопедия:

«Блуждающие звезды» — высшее достижение Шолом-Алейхема в жанре романа, чему не помешала некоторая сентиментальность фабулы.

Из статьи «Памяти Шолом-Алейхема» к 150-летию писателя:

«Блуждающие звезды» — это первый роман, в котором талант писателя засверкал всеми красками. Здесь как бы собрались воедино все его художественные достижения, богатейшие наблюдения над жизнью и глубокое осмысление этих наблюдений, а также его собственный горький опыт «пролетария пера». В этом романе каждый персонаж тщательно вылеплен, дышит и живет своей неповторимой жизнью.

С точки зрения писателя и критика Н. Е. Ойслендера артисты, герои романа «Блуждающие звёзды» относятся к одному из типов еврейского характера, которые Шолом-Алейхемом освобождены от социально-экономических обстоятельств и давления привычного коллективного разума.

## Популярность в России
Роман выдержал большое число изданий на идише, английском, польском, русском и других языках.
Русский перевод «Блуждающих звёзд», выполненный писателем А. М. Соболем, был напечатан А. В. Амфитеатровым в журнале «Современник» в 1912 году. Разбивка на главы там отличается от разбивки на главы в других переводах, например у Я. Слонима.
В 1926 году по мотивам романа И. Э. Бабель написал сценарий для немого художественного фильма в семи частях. Фильм был снят режиссёром Г. З. Гричер-Чериковером.
В 1959 году столетний юбилей Шолом-Алейхема был отмечен изданием первого в СССР собрания его сочинений в шести томах массовым тиражом 225 тысяч экземпляров, в котором «Блуждающим звездам» (в переводе Я. А. Слонима) был отведён второй том.
В 1991 году двухсерийный фильм «Блуждающие звёзды» был снят в СССР режиссёром В. Н. Шиловским. Музыку к фильму написал композитор А. Б. Журбин.
В 2000 году в московском еврейском театре «Шалом» состоялась премьера мюзикла «Блуждающие звезды» в постановке писателя и драматурга Б. М. Рацера и композитора Александра Журбина.
В 2013 году лирическая мелодрама «Блуждающие звёзды» была поставлена в театре «Шалом-Алейхем» (Уфа, Башкортостан).
В названную по имени популярного романа серию книг «Блуждающие звёзды» московского издательского дома «Книжники» входят переведённые с идиша произведения разных авторов, составляющих еврейский сегмент мировой литературы.